# Lüllemäe
Lüllemäe är en ort i Estland. Den ligger i Karula kommun och landskapet Valgamaa, i den södra delen av landet, 210 km söder om huvudstaden Tallinn. Lüllemäe ligger 87 meter över havet och antalet invånare är 290.
Terrängen runt Lüllemäe är platt. Runt Lüllemäe är det mycket glesbefolkat, med 5 invånare per kvadratkilometer. Närmaste större samhälle är Antsla, 12,4 km nordost om Lüllemäe. I omgivningarna runt Lüllemäe växer i huvudsak blandskog.